# Antun Japundžić
Antun Japundžić (Slavonski Brod, 6. lipnja 1981.) svećenik Đakovačko-Osječke nadbiskupije, predsjednik Katedre ekumenske teologije na Katoličkom bogoslovnom fakultetu u Đakovu, Sveučilišta Josipa Jurja Strossmayera u Osijeku.

## Životopis

### Djetinjstvo i obrazovanje
Antun Japundžić, rođen je 08. lipnja 1981. u Slavonskom Brodu. Osnovnu školu pohađao je u Grgurevićima (1988. – 1992.) i Sibinju (1992. – 1996.). Klasično gimnazijsko obrazovanje završio je 2000 u Nadbiskupskoj klasičnoj gimnaziji u Zagrebu. 

### Akademsko obrazovanje
Nakon klasične gimnazije u Zagrebu studira Teologiju na Katolički bogoslovni fakultet, u Đakovu, koju završava diplomom 2005. Godinu dana kasnije, 29. lipnja 2006. zaređen je za svećenika Đakovačko-Osječke nadbiskupije. Odmah na jesen 2008 nastavlja specijalizacijski poslijediplomski studij na Papinskom orijentalnom institutu u Rimu gdje postiže licencijat 2008. te odmah nastavlja s doktoratom na istom Orijentalnom institutu. Konačno 2015. brani doktorsku tezu i postiže naslov doktora znanosti. Naslov doktorske teze je "La visione ecclesiologica del teologo serbo-ortodosso padre Justin Popović (1894-1979)" ("Ekleziološka vizija srpsko-pravoslavnog teologa oca Justina Popovića (1894-1979)«).

## Djelovanje

### Akademska aktivnost
Još kao doktorand od 2009 počinje predavati ekumensku teologiju kao asistent na Katoličkom bogoslovnom fakultetu u Đakovu, da bi nakon doktorata, od 2015. postao viši asistent na Katedri ekumenske teologije istog fakulteta. Prisutan je na domaćim i međunarodnim znanstvenim skupovima, te je aktivan u nekim domaćim časopisima (Diacovensia, Crkva u svijetu, Obnovljeni život, i dr.).

### Pastoralna aktivnost
Osim akademskih aktivnosti na Bogoslovnom fakultetu, obnaša razne službe nadbiskupije: nadbiskupijski voditelj Ureda za promicanje ekumenizma i predsjednik Ekumenske koordinacije Osječke regije (od 2013); vicerektor Bogoslovnog sjemeništa u Đakovu (od 2014), član Vijeća Hrvatske biskupske konferencije za ekumenizam i dijalog (od 2015), član uredništva teološkog časopisa Diacovensia (od 2016).

## Radovi

### Knjige
La visione ecclesiologica del teologo serbo-ortodosso Padre Justin Popović (1894-1979), Excerpta ex Dissertatione ad Doctoratum, Rim, 2015. 

### Članci
- Lothar Lies, Temeljni tečaj ekumenske teologije. Od raskola do pomirenja. Modeli crkvenog jedinstva.[2]

- Luca Bianchi, Monasteri icona del mondo celeste. La teologia spirituale di Gregorio Palamas[3]

- Robert F. Taft, Il rito bizantino. Una breve storia[4]

- Ivan Macut, Suvremeni ekumenski pokret – Svjetske konferencije (1910. – 2013.). Pokret za život i djelovanje. Pokret za vjeru i ustrojstvo Crkve. Ekumensko vijeće crkava[5]

- Tješiteljska uloga filozofije — filozofsko savjetovanje u službi radnika[6]

- Pier Georgio Gainazza, Il linguaggio delle icone. L’universo delle immagini nelle Chiese orientali[7]

- Pitanje euharistije u ekumenskoj misli Lothara Liesa[8]

- Ekumenizam i ekologija[9]

- Niko Ikić, Petrovska služba: stijena jedinstva i kamen spoticanja. Povijesno-teološki, biblijsko-dogmatski i ekumenski pogledi[10]

- Teološko-antropološka dimenzija zdravlja. Kršćanski doprinos suvremenom poimanju zdravlja[11]

- Trebaju li nam međufakultetski ekumenski simpoziji?[12]

## Vanjske poveznice
- Katolički bogoslovni fakultet u Đakovu - Dr. sc. Antun Japundžić